# 우리동네 (영화)
"우리동네"(영어: Our Town)는 2007년에 개봉한 대한민국의 영화이다.

## 캐스팅
- 오만석 : 경주 역
- 이선균 : 재신 역
- 류덕환 : 효이 역
- 박명신 : 여사장 역
- 정혜원 : 김소연 역
- 이무생 : 정명보 역
- 이갑선 : 반 형사 역
- 최정우 : 구 형사 역
- 정인기 : 2반장 역
- 신고은 : 스포츠카여 역
- 모리 유키에 : 자매 동생 역
- 김민교 : 박 형사 역
- 김경호 : 신 형사 역
- 차순배 : 고참 형사 역
- 전국환 : 중학교 교장 역
- 박재현 : 출판사 사장 역
- 염혜란 : 떡볶이 아줌마 역
- 장남열 : 경주 부 역
- 설지윤 : 효이 모 역
- 탁우석 : 어린 경주 역
- 김지민 : 어린 재신 역
- 강이석 : 어린 효이 역
- 문가영 : 어린 소연 역
- 전수환 : 슈퍼 주인 아저씨 역
- 김영선 : 슈퍼 부인 역
- 송요셉 : 서점 주인 역
- 양형호 : 경찰과장 역
- 조형래 : 검시관 역
- 이응재 : 오 형사 역
- 장인보 : 장 형사 역
- 김형보 : 경찰계장 2 역
- 김양성 : 용의자 역
- 김장섭 : 장례식 남자 역 (우정출연)
- 고다미 : 맛사지 아가씨 역 (우정출연)